# 유시온
유시온(2002년 5월 18일 ~ )은 대한민국의 가수다. 2019년 EP 앨범 [Young Trapper]로 정식 데뷔했다.

## 방송
- 영리한 문제아들 (2020)